# Tibet, Tibet : une histoire personnelle d'un pays perdu
Pour les articles homonymes, voir Tibet (homonymie).
Tibet, Tibet : une histoire personnelle d'un pays perdu  (titre original : Tibet, Tibet : A Personal History of a Lost Land) est une œuvre de l'historien et journaliste anglais bouddhiste Patrick French publiée en 2003.
À partir de ses voyages et de sa passion pour le Tibet et sa culture, Patrick French a rédigé ce récit qui présente ses notes de voyages, ses souvenirs personnels, ses rencontres, l'histoire et la politique du Tibet.

## L'auteur
Patrick French indique en détail au début du livre s'être intéressé au Tibet ou plus spécifiquement au dalaï-lama alors qu'il n'était encore qu'écolier en Angleterre. Il ajoute qu'il a renoncé à la foi catholique romaine de son enfance pour adopter le bouddhisme tibétain. Il a même rejoint l'association Free Tibet Campaign et a travaillé dur pour promouvoir la cause tibétaine en Grande-Bretagne. Après son voyage au Tibet, il a décidé de démissionner de son poste de président de Free Tibet Campaign, doutant qu'un Tibet libre ait un sens sans une Chine libre,.

## Résumé
À partir de ses voyages et de sa passion pour le Tibet et sa culture, Patrick French a rédigé ce récit qui présente ses notes de voyages, ses souvenirs personnels, ses rencontres, l'histoire et la politique du Tibet. 
Selon Jamyang Norbu, l'ampleur des sentiments anti-chinois et indépendantistes rencontrés par Patrick French est considérable. Il a même une conversation avec une prostituée tibétaine à Lhassa qui lui dit qu'elle ne coucherait jamais avec un Chinois. French la croit, mais y voit davantage des préjugés traditionnels tibétains contre les Chinois et les musulmans.

## Accueil critique
La journaliste Isabel Hilton (en), du Guardian, indique que cet ouvrage de Patrick French permet de revisiter les mythes du Tibet indiquant par exemple que les Tibétains sont bons et les Chinois mauvais, le Dalaï-lama est infaillible et les Tibétains sont un peuple de saints. Dans sa critique Isabel Hilton rejette l'affirmation de French selon laquelle le dalaï-lama aurait été invité à Pékin en 1989 après la mort du panchen-lama, sans autre source que sa propre opinion. French répondit que sa source est clairement citée : un article de Tom Grunfeld dans la revue Foreign Policy in Focus en avril 2000.
Le journaliste britannique Justin Wintle (en) trouve le livre éclairant bien qu'inégal. Selon lui, son auteur s'efforce d'être aussi impersonnel que possible dans ses impressions du Tibet tout en donnant une importance exagérée à ses aventures personnelles. Pour Wintle, l'ouvrage est à la fois un livre de voyage et de l'histoire recyclée (recycled history). Si dans la première partie, Patrick French nous livre avec brio ses réflexions, dans la deuxième il se laisse aller à des diatribes anti-maoïstes.
Pour Jamyang Norbu, contrairement aux livres précédents de French, Younghusband et Liberty or Death, deux ouvrages historiques documentés et bien écrits, Tibet, Tibet : A Personal History of A Lost Land est une œuvre plus personnelle. Aussi, le livre comporte des aspects flous, contradictoires, des doutes et des dénégations,  révélateurs de l'état d'esprit de l'auteur affectent la fluidité du récit.
« Un voyage à travers le Tibet par un journaliste connaisseur du pays » selon le site du Sénat du groupe interparlementaire d'amitié.

### Controverse sur le «génocide tibétain»
Enquêtant sur la question du controversé génocide tibétain, il constata que les données brutes, obtenues à partir du témoignage de réfugiés et traitées par le Gouvernement tibétain en exil, ne permettaient pas d'obtenir le chiffre total annoncé. En lieu et place de noms, il ne trouva que « des chiffres insérés de façon apparemment aléatoire dans chaque rubrique et dupliqués de façon systématique, incontrôlée » (par exemple, un même affrontement armé, relaté par cinq réfugiés différents, se retrouvait comptabilisé cinq fois). De plus, il s'aperçut que sur les 1,1 million de morts comptabilisés, il n'y avait que 23 364 femmes, ce qui impliquait la disparition de 1,07 million des 1,25 million de Tibétains du sexe masculin,.
Patrick French conclut provisoirement qu'un demi-million de personnes sont mortes en conséquence directe de la politique chinoise, un chiffre dévastateur qui ne diminue en rien l'horreur de ce qui a été fait au Tibet.

## Éditions
- (en) Tibet, Tibet : A Personal History of a Lost Land (2003),
  - Patrick Franch (trad. de l'anglais par William Olivier Desmond), Tibet, Tibet : une histoire personnelle d'un pays perdu, Paris, éd. Albin Michel, coll. « Latitudes », 6 avril 2005, 342 p., 23 cm (ISBN 2-226-15964-9, BNF 39944374)